# Białotarsk
Białotarsk – wieś sołecka w Polsce położona w województwie mazowieckim, w powiecie gostynińskim, w gminie Gostynin.
Parafia Białotarsk pierwszy raz wymieniona została w 1249 roku. W 1325 roku wymieniono ją w archidiakonacie włocławskim diecezji kujawskiej.
Wieś duchowna, własność kapituły płockiej, położona było w 1785 roku w powiecie kowalskim województwa brzeskokujawskiego.
W latach 1954–1959 wieś należała i była siedzibą władz gromady Białotarsk, po jej zniesieniu w gromadzie Solec. W latach 1975–1998 miejscowość administracyjnie należała do województwa płockiego.
Przez miejscowość przepływa niewielka rzeka Patrówka, dopływ Rakutówki.